# Bob Kerrey

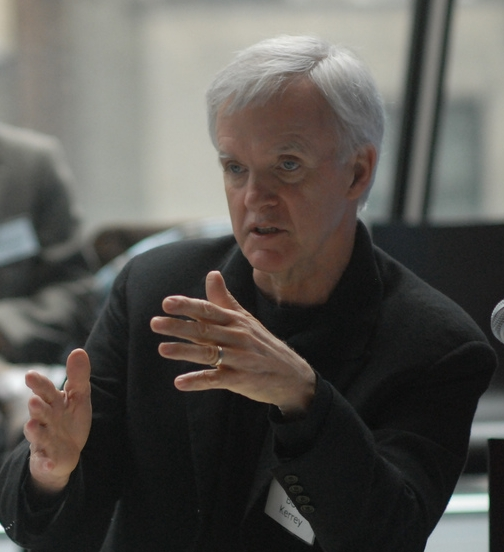
Bob Kerrey (2009)

Joseph Robert „Bob“ Kerrey (* 27. August 1943 in Lincoln, Nebraska) ist ein US-amerikanischer Politiker (Demokratische Partei). Von 1983 bis 1987 war er Gouverneur von Nebraska, von 1989 bis 2001 US-Senator für diesen Bundesstaat.

## Frühe Jahre
Bob Kerrey studierte bis 1965 an der University of Nebraska in Lincoln Pharmazie. Im Jahr 1966 trat er in die US Navy ein und wurde ab 1969 in Vietnam eingesetzt. Dort wurde er verwundet. In dieser Zeit erhielt er viele militärische Auszeichnungen, unter anderem die Medal of Honor, die höchste Auszeichnung der US-Streitkräfte. Nach seiner Rückkehr nach Nebraska setzte er seine pharmazeutische Laufbahn fort. Er gründete auch einige Sport- und Fitnesscenter.

## Gouverneur und Senator

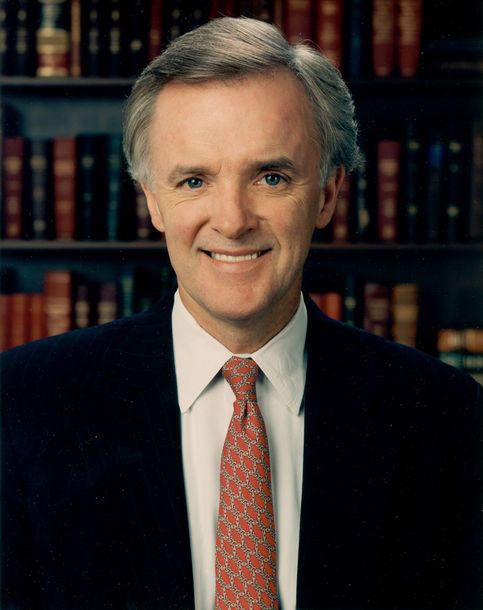
Bob Kerrey während seiner Zeit als Senator

Als Mitglied der Demokratischen Partei wurde Kerrey im Jahr 1982 als deren Kandidat für die anstehenden Gouverneurswahlen nominiert und anschließend auch gewählt, wobei er sich mit 50,6 Prozent der Stimmen knapp gegen den republikanischen Amtsinhaber Charles Thone durchsetzte. Kerrey trat seine vierjährige Amtszeit am 6. Januar 1983 an. In dieser Zeit setzte er sich für eine bessere Bildungspolitik, bessere Ausbildung an den Arbeitsplätzen und den Umweltschutz ein. In diesen Punkten wurde Nebraska für die übrige amerikanische Nation beispielhaft. Er war Mitglied zahlreicher Gouverneursvereinigungen. Im Jahr 1986 verzichtete er auf eine mögliche Wiederwahl.
Nach dem Ablauf seiner Amtszeit bewarb sich Kerrey um einen Sitz im US-Senat und gewann die entsprechende Wahl mit 55:45 Prozent der Stimmen gegen die Republikanerin Jan Stoney. Zwischen 1989 und 2001 vertrat er seinen Heimatstaat im Kongress in Washington. Dort war er Mitglied mehrere Ausschüsse. Er bewarb sich um die demokratische Präsidentschaftskandidatur für die Wahl 1992 und gewann die Vorwahlen in South Dakota, zog sich jedoch nach schwachem Abschneiden in anderen Staaten früh aus dem Rennen zurück.

## Weiterer Lebenslauf
Seit seinem Ausscheiden aus dem Kongress ist Kerrey Präsident der New School University in New York City. Er war Mitglied der Kommission, die den 9/11 Commission Report erstellte. Im Präsidentschaftswahlkampf des Jahres 2008 unterstützte er Hillary Clinton. Er ist zum zweiten Mal verheiratet und hat drei Kinder.
2001 gestand Kerrey ein, dass 1969 während einer von ihm geführten Operation im Vietnamkrieg dreizehn unbewaffnete Zivilisten getötet wurden. Der Vorfall im Mekong-Delta war durch Recherche der New York Times und des CBS-Magazins „60 Minutes II“ aufgedeckt und von Kerrey bestätigt worden. Der ehemalige Senator Kerrey gab zwar zu, dass Frauen und Kinder erschossen wurden, behauptet aber, dass dies unabsichtlich geschehen sei.
2012 bewarb sich Bob Kerrey um die Rückkehr in den US-Senat als Kandidat für die Nachfolge des wegen schlechter Wahlaussichten nicht mehr antretenden Ben Nelson, musste sich aber am 6. November der Republikanerin Deb Fischer geschlagen geben.